# Liechtenstein i olympiska vinterspelen 1948
Liechtenstein deltog med 10 deltagare vid de olympiska vinterspelen 1948 i Sankt Moritz. Ingen av landets deltagare erövrade någon medalj.